# Czempisz
Czempisz – wieś w Polsce położona w województwie wielkopolskim, w powiecie kaliskim, w gminie Brzeziny.
W latach 1954–1958 wieś należała i była siedzibą władz gromady Czempisz, po jej zniesieniu w gromadzie Brzeziny. W latach 1975–1998 miejscowość administracyjnie należała do województwa kaliskiego.